# Поп Ћира и поп Спира (опера)
Поп Ћира и поп Спира је комична опера у два чина српског композитора и професора Дејана Деспића (оп. 220) настала у периоду 2009—2011. Заснована на анегдоти за коју је Стеван Сремац чуо од свог ујака, Јована Ђорђевића, првог управника Српског народног позоришта, и касније је разрадио у роману под истим именом. Праизведба је била 28. марта 2018, на сцени „Јован Ђорђевић” у Српском народном позоришту, на сам Дан овог позоришта. Писци либрета су: Весна и Дејан Миладиновић.

## Ликови
Поп Ћира, тенор буфо
Перса, његова жена, алт
Меланија, њихова кћер, сопран лирски
Петар, сеоски учитељ, тенор лирски
Ержа, њихова служавка, мецосопран
Поп Спира, бас буфо
Сида, његова жена, сопран спинто
Јула, њихова кћер, мецосопран
Шаца, сеоски брица, баритон лирски
Жужа, њихова служавка, без речи
Фрау Габријела, сеоска оговаруша, сопран колоратурни
Пера Тоцилов, сеоски кочијаш, тенор
Поп Олуја, пријатељ Спирин, бас
Владика темишварски, баритон
Нића боктер, сеоски пандур, бас баритон
Рокса, домаћица код поп Олује, без речи
Деца, бабе, девојке, паори, свирци, сватови, „бундеваши”...
Учествују: Хор и Оркестар Опере

## Време и место радње
Радња се одиграва у једном селу у Банату, у оно дивно, давно време…

## Из либрета
Стани на бундеву и видиш цео свет.
У једно богато банатско село стиже нов учитељ, а у кочијама га довозе Пера Тоцилов, кочијаш и Нића, сеоски пандур. Скупило се, богме, и старо и младо / учитеља новог дочекују радо. Мештани су побожни и сложни, имају два попа, Ћиру и Спиру који се одлично слажу. Њихове две ћерке, Меланија и Јула, добре су другарице и лепо су васпитане. Ову сеоску идилу повремено наруше попадије, Перса и Сида, својим заједљивим примедбама на рачун оне друге, али не даље од тога која је бољи ручак спремила, или која је у „виртшафту” завела бољи ред.
Долазак учитеља Пере, нежење и добре прилике, разбуктаће завист међу попадијама. Поп Спира и попадија Сида имали су ту част да први угосте учитеља, али су им у госте „случајно” дошли и сви Ћирини.
Тако важан ручак није могао проћи ни без сеоске оговаруше Габријеле. Обе попадије су хвалиле своје ћерке не би ли придобиле учитељеве симпатије. После обилног ручка код
Спириних, одмах је уследио позив на ужину код Ћириних. На јаузну контра-напад следи, / Меланију уча мило гледи. Меланија је знала око њега да се умиљато понаша; свира на клавиру, пева, у читању проводи дане. Сида је због тога била веома љубоморна, јер њена Јула није тако вешта.
Али, Јула није марила за учитеља. Избила је свађа између Персе и Сиде, а Габријела је пожурила да обавести цело село о догађајима.
Јулино срце припада Шаци, сеоском брици. Виђали су се преко плота, свако вече је пролазио њеним сокаком и свирао јој под прозором Песмом ноћас поручујем Јуци: / Мој ћеш прстен носити на руци! Сида није могла да се помири што су Ћирини „шчепали учу у своје канџе” па су се односи међу попадијама заоштрили. Огорчене попадије су свашта испричале мужевима. Они су се састали да разговарају па је на крају дошло до туче. Габријела већ по селу разноси вести и то обер сорте, окршај је усред порте. Поп Спира је гађао попа Ћиру требником, избивши му зуб.
Ћира није злопамтило, али је Перса желела освету па га је натерала да зуб сачува као доказ да је жртва и да Спиру тужи код владике. Удешено је са Пером Тоциловим да оба попа за Темишвар путују кочијама брзим као „ајзлибан”, па су стали да преноће код попа Олује.
Наклоњенији Спири, поп Олуја му је помогао да замени зуб тако што је опио Ћиру па су уместо правог, у смотуљак ставили велики коњски зуб. Када се Ћира пробудио, онако мамуран, није приметио ништа чудно.
Пред владику темишварског је самоуверено изашао и показао „корпус деликти”, што је зазвало општи смех. Владика је достојанствено прекинуо шалу па је оба попа, мирећи их и благосиљајући, испратио. По повратку кући, попови доносе вести. Перса је љута јер јој вести нису по вољи, док се Сида радује. Убрзо и просци стижу у поповске куће да траже благослов.
Срећном крају прича је све ближе, у две свадбе цело село стиже! Пера је оженио Меланију, Шаца је оженио Јулу, попови један другом праштају тучу, попадије се мире и два свадбена весеља се спајају.
Опис је у потпуности преузет са сајта СНП-а (О делу)

## Трајање опере
Опера се састоји из два чина и траје уз једну паузу 2 сата и 10 минута.